# Stadsbrouwerij De Hemel

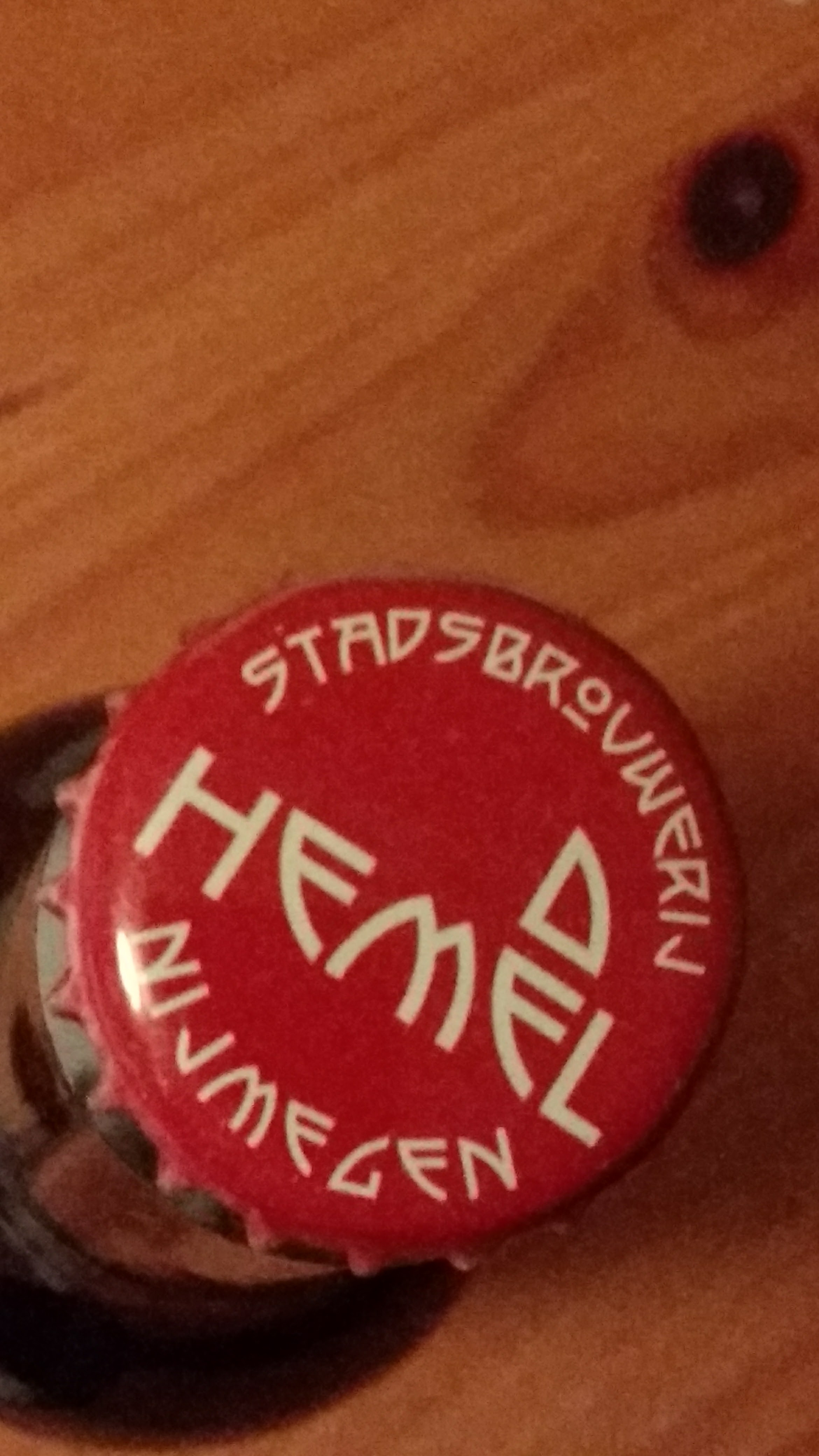
Stadsbrouwerij De Hemel, dop Godelief

Stadsbrouwerij De Hemel (of simpelweg: Brouwerij de Hemel) is een kleine stadsbrouwerij in het centrum van Nijmegen.

## Geschiedenis

### Brouwerij Raaf

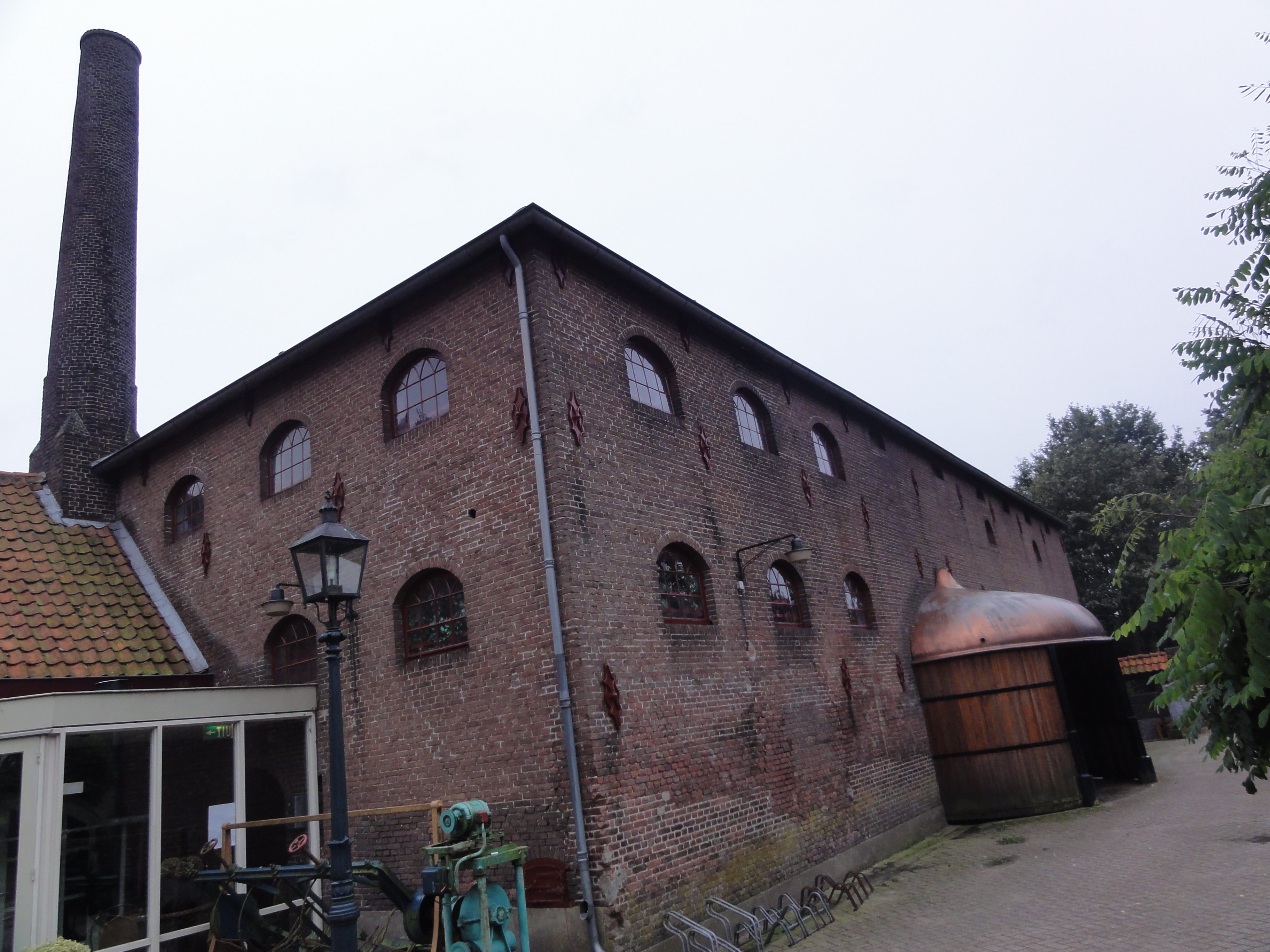
De brouwerij op Bergzicht

In 1983 richtte Herm Hegger een bierbrouwerij op onder de naam Brouwerij Raaf. Deze was in Molenhoek, gemeente Heumen gevestigd op landgoed Bergzicht waar tussen 1814 en 1920 brouwerij Bergzigt gevestigd was. Het eerste bier van Brouwerij Raaf was Raaf no. 12 en de brouwerij onderscheidde zich onder meer met zogenaamde gelegenheidsbieren, zoals speciale bieren voor Pasen en kerst. Het meest populaire product was een witbier dat Witte Raaf heette. Dit bier was zo populair dat men de vraag niet kon bijhouden. In 1991 werd de brouwerij verkocht aan Oranjeboom en in 1994 werd de brouwerij gesloten.

### De Hemel

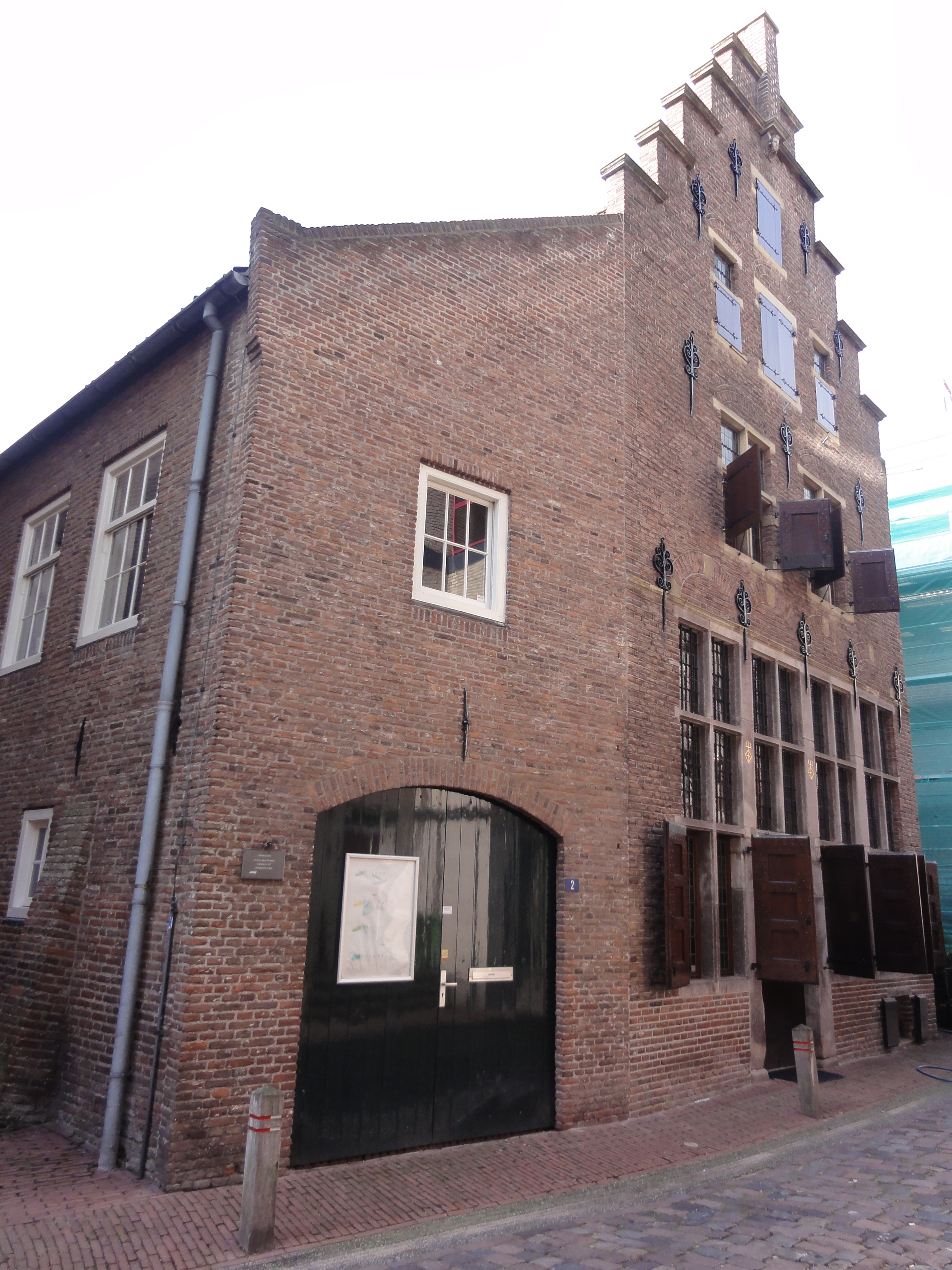
Brouwershuis, rijksmonument 31184 Steenstraat 2 Nijmegen

Om nogmaals een probleem rond een te hoge productie te voorkomen richtte Hegger in 1996 een nieuwe brouwerij op onder de naam De Hemel, die werd gevestigd in het Brouwershuis in het centrum van Nijmegen. Er werd bewust gekozen voor een stadsbrouwerij, met kleine oplages die alleen worden geschonken in de eigen brouwerij en een aantal cafés in de omgeving van Nijmegen. Ook wordt het bier alleen in enkele speciaalzaken verkocht. Daarnaast brouwt men ook bieren op bestelling en bieren voor een aantal brouwerijhuurders: Bijdehand Bierbrouwerij, Brouwerij De Brouwtoren, Brouwerij Frankendael, De Blauwe IJsbeer, Fuck You Brewing Company, Lux Brewery, Oldskool Brewery, Rockin’ Ludina Brewery en Stichting De Gekroonde Valk. Sommige bieren zijn ook internationaal verkrijgbaar, zoals het Marikenbier. Naast bier produceert De Hemel ook bierazijn en biermosterd.

### Commanderie van St. Jan
De brouwerij is sinds 1999 gevestigd in de vernieuwde Commanderie van Sint Jan, samen met een aantal andere ambachtelijke producenten van eet- en drinkwaren. In de Commanderie is een brouwerscafé gevestigd waar de tapbieren van De Hemel worden geschonken.

### Proeverij
Er is ook de mogelijkheid om de brouwerij in de kelder van de commanderie te bezoeken, om een kijkje te nemen bij het brouwproces en tijdens een proeverij kennis te maken met een aantal van de bieren, de bierazijn, de biermosterd en de likeuren op basis van bier.

## Bieren van De Hemel
- Luna. Pilsener. 5%

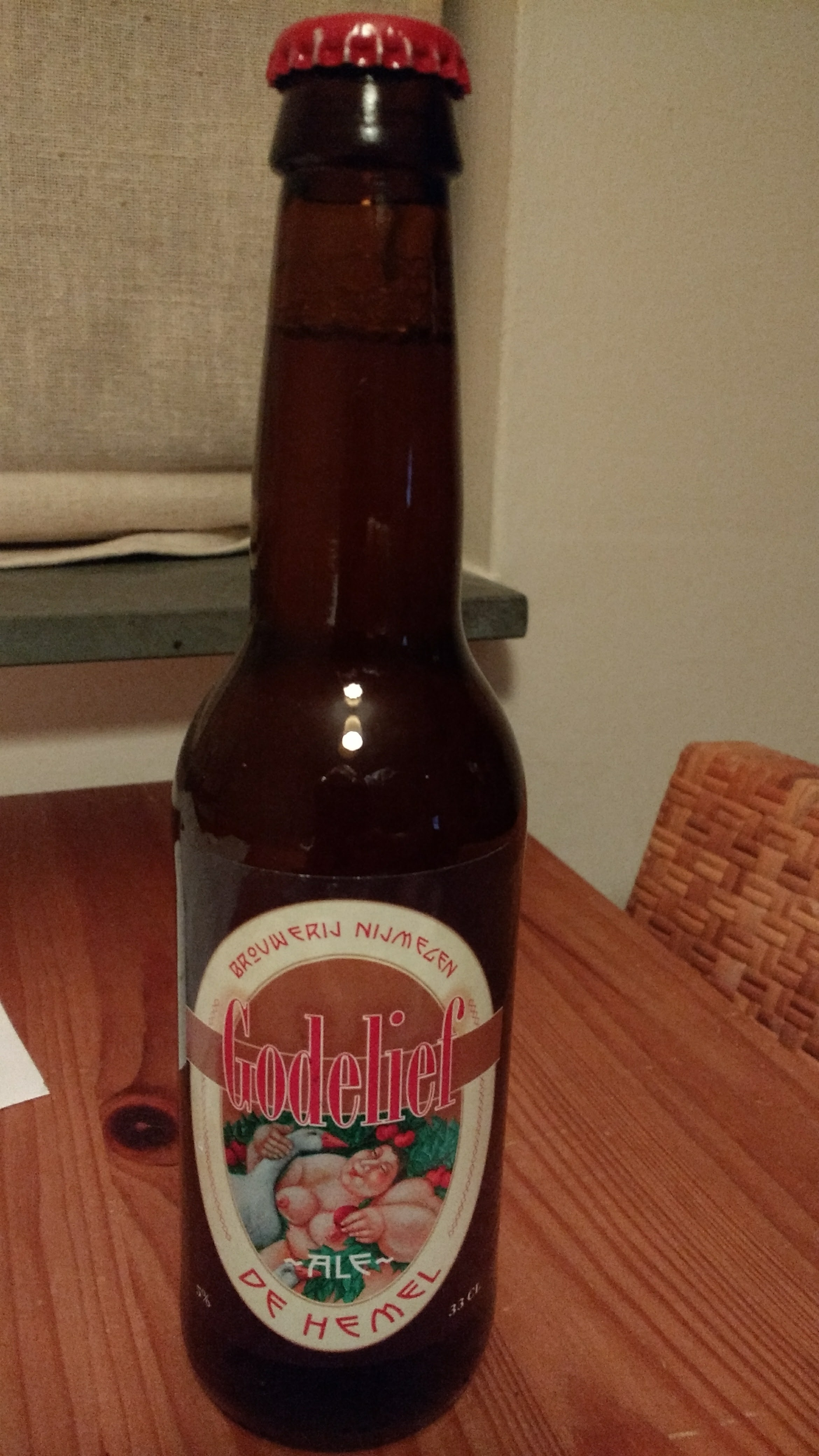
Godelief

- Godelief. Belgische ale (ook wel 'amberkleurigbier'). 5%
- Serafijn. Witbier. 5%
- Helse Engel. Blondetripel. 8%
- Nieuw Ligt. Gerstewijn. 10%

Naast deze vijf standaardbieren worden ook speciaalbieren gebrouwen voor bepaalde seizoenen en gelegenheden.
Voorbeelden van deze speciale bieren zijn:
- Botterik, een bier speciaal gebrouwen voor de cafés in de Nijmeegse wijk Bottendaal
- Rooie Tiep Top, Ontwikkeld in samenwerking met de Nijmeegse cafés In de Blauwe Hand en Funkenstein. Genoemd naar een bekend historisch figuur uit de Nijmeegse Benedenstad. Het Helse Engel bier is op een van de zwaardere proefbrouwsels van Rooie Tiep Top gebaseerd.